# József Péter
József Péter (Budapest, 10 gennaio 1904 – Budapest, 30 ottobre 1973) è stato un calciatore ungherese, di ruolo centrocampista.

## Carriera
Giocò i suoi anni miglior nell'Ujpest, con cui raggiunse il secondo posto in campionato nel 1927. Lo stesso anno ottenne anche una convocazione per la Nazionale ungherese, ma ebbe occasione di giocare soltanto undici minuti dell'incontro con la Jugoslavia a cui prese parte prima che un infortunio lo costringesse ad essere sostituito.